# Renzo Caldara
Renzo Caldara (Cortina d'Ampezzo, 15 novembre 1943) è un bobbista italiano, atleta ampezzano attivo a cavallo tra gli anni sessanta e settanta.
Per quattro anni fece parte della nazionale italiana di bob ottenendo ottimi risultati. I suoi migliori risultati sono il titolo di campione d'europa juniores nel bob a due, conquistato a Cervinia nel 1968, e la medaglia d'argento ottenuta ai mondiali sempre nella pista di Cervinia nel 1971. Nel 1972 partecipa alle Olimpiadi di Sapporo, dove però non ottiene grandi risultati.